# Partido Unionista do Ulster
O Partido Unionista do Ulster (em inglês: Ulster Unionist Party, UUP ) é um partido político unionista moderado da Irlanda do Norte, que governou de 1921 a 1972 e que contava com o apoio da maioria dos unionistas. 
Em anos mais recentes, muitos analistas têm afirmado que o UUP pode ter entrado num estágio de decadência. Os unionistas da Irlanda do Norte e a comunidade protestante têm comprometido sua lealdade ao partido unionista de linha dura, o Democratic Unionist Party (DUP). 
Além de ganhar o apoio da maioria do eleitorado do UUP, o DUP tem derrotado seu adversário político em todas as eleições desde 2003 — tanto para  Westminster quanto para Stormont. Tais acontecimentos deixaram o outrora forte UUP com apenas um membro no Parlamento.

## Resultados eleitorais
Reino Unido

### Eleições legislativas

#### Resultados referentes à Irlanda do Norte
| Data    | CI. | Votos   | %            | +/-  | Deputados | +/-     | Status            |
| ------- | --- | ------- | ------------ | ---- | --------- | ------- | ----------------- |
| 1950    | 1.º | 352 334 | 62,8 / 100,0 |      | 10 / 12   |         | Oposição          |
| 1951    | 1.º | 274 928 | 59,4 / 100,0 | 3,4  | 9 / 12    | 1       | Oposição          |
| 1955    | 1.º | 442 647 | 68,5 / 100,0 | 9,1  | 10 / 12   | 1       | Oposição          |
| 1959    | 1.º | 445 013 | 77,2 / 100,0 | 8,7  | 12 / 12   | 2       | Oposição          |
| 1964    | 1.º | 401 897 | 63,2 / 100,0 | 14,0 | 12 / 12   | Estável | Oposição          |
| 1966    | 1.º | 368 629 | 61,8 / 100,0 | 1,4  | 11 / 12   | 1       | Oposição          |
| 1970    | 1.º | 422 041 | 54,2 / 100,0 | 7,6  | 8 / 12    | 3       | Oposição          |
| 02/1974 | 1.º | 232 103 | 32,3 / 100,0 | 21,9 | 7 / 12    | 1       | Oposição          |
| 10/1974 | 1.º | 256 065 | 36,5 / 100,0 | 4,2  | 6 / 12    | 1       | Oposição          |
| 1979    | 1.º | 254 578 | 36,6 / 100,0 | 0,1  | 5 / 11    | 1       | Oposição          |
| 1983    | 1.º | 259 952 | 34,0 / 100,0 | 2,6  | 11 / 17   | 6       | Oposição          |
| 1987    | 1.º | 276 230 | 37,8 / 100,0 | 3,8  | 10 / 18   | 1       | Oposição          |
| 1992    | 1.º | 271 049 | 34,5 / 100,0 | 3,3  | 9 / 17    | 1       | Oposição          |
| 1997    | 1.º | 258 439 | 32,7 / 100,0 | 1,8  | 10 / 18   | 1       | Oposição          |
| 2001    | 1.º | 216 839 | 26,8 / 100,0 | 5,9  | 6 / 18    | 4       | Oposição          |
| 2005    | 3.º | 127 414 | 17,8 / 100,0 | 9,0  | 1 / 18    | 5       | Oposição          |
| 2010    | 4.º | 102 361 | 15,2 / 100,0 | 2,6  | 0 / 18    | 1       | Extra-parlamentar |
| 2015    | 3.º | 102 361 | 16,0 / 100,0 | 0,8  | 2 / 18    | 2       | Oposição          |

### Irlanda do Norte

#### Eleições regionais
| Data                                 | CI. | Votos   | %            | +/-  | Deputados | +/-     | Status   |
| ------------------------------------ | --- | ------- | ------------ | ---- | --------- | ------- | -------- |
| 1921                                 | 1.º | 343 347 | 66,9 / 100,0 |      | 40 / 52   |         | Governo  |
| 1925                                 | 1.º | 211 662 | 55,0 / 100,0 | 11,9 | 32 / 52   | 8       | Governo  |
| 1929                                 | 1.º | 148 579 | 50,8 / 100,0 | 4,2  | 37 / 52   | 5       | Governo  |
| 1933                                 | 1.º | 73 791  | 43,5 / 100,0 | 7,3  | 36 / 52   | 1       | Governo  |
| 1938                                 | 1.º | 187 684 | 56,8 / 100,0 | 13,3 | 39 / 52   | 3       | Governo  |
| 1945                                 | 1.º | 180 342 | 50,4 / 100,0 | 6,4  | 33 / 52   | 6       | Governo  |
| 1949                                 | 1.º | 237 411 | 62,7 / 100,0 | 12,3 | 37 / 52   | 4       | Governo  |
| 1953                                 | 1.º | 125 379 | 48,6 / 100,0 | 14,1 | 38 / 52   | 1       | Governo  |
| 1958                                 | 1.º | 106 177 | 44,0 / 100,0 | 4,6  | 37 / 52   | 1       | Governo  |
| 1962                                 | 1.º | 147 629 | 48,8 / 100,0 | 4,8  | 34 / 52   | 3       | Governo  |
| 1965                                 | 1.º | 191 896 | 59,1 / 100,0 | 10,3 | 36 / 52   | 2       | Governo  |
| 1969                                 | 1.º | 269 501 | 48,2 / 100,0 | 10,9 | 36 / 52   | Estável | Governo  |
| 1973                                 | 1.º | 258 790 | 35,8 / 100,0 | 12,4 | 31 / 78   | 5       | Governo  |
| 1975                                 | 1.º | 167 214 | 25,4 / 100,0 | 10,4 | 19 / 78   | 12      | Governo  |
| 1982                                 | 1.º | 188 277 | 29,7 / 100,0 | 4,3  | 26 / 78   | 7       | Governo  |
| Assembleia dissolvida de 1986 a 1996 |     |         |              |      |           |         |          |
| 1996                                 | 1.º | 181 829 | 24,2 / 100,0 |      | 30 / 110  |         | Governo  |
| 1998                                 | 2.º | 172 225 | 21,3 / 100,0 | 2,9  | 28 / 108  | 2       | Governo  |
| 2003                                 | 3.º | 156 931 | 22,7 / 100,0 | 1,4  | 27 / 108  | 1       | Governo  |
| 2007                                 | 4.º | 103 145 | 14,9 / 100,0 | 7,8  | 18 / 108  | 9       | Governo  |
| 2011                                 | 4.º | 87 531  | 12,9 / 100,0 | 2,0  | 16 / 108  | 2       | Governo  |
| 2016                                 | 3.º | 87 302  | 12,6 / 100,0 | 0,3  | 16 / 108  | Estável | Oposição |
| 2017                                 | 3.º | 103 314 | 12,9 / 100,0 | 0,3  | 10 / 90   | 6       |          |

### Eleições parlamentares

#### Resultados referentes à Irlanda do Norte
| Data | CI. | Votos   | %            | +/- | Deputados | +/-     |
| ---- | --- | ------- | ------------ | --- | --------- | ------- |
| 1979 | 3.º | 125 169 | 21,9 / 100,0 |     | 1 / 3     |         |
| 1984 | 3.º | 147 169 | 21,5 / 100,0 | 0,4 | 1 / 3     | Estável |
| 1989 | 3.º | 118 785 | 22,2 / 100,0 | 0,7 | 1 / 3     | Estável |
| 1994 | 3.º | 133 459 | 23,8 / 100,0 | 1,6 | 1 / 3     | Estável |
| 1999 | 3.º | 119 507 | 17,6 / 100,0 | 6,2 | 1 / 3     | Estável |
| 2004 | 3.º | 91 164  | 16,6 / 100,0 | 1,0 | 1 / 3     | Estável |
| 2009 | 3.º | 82 892  | 17,0 / 100,0 | 0,4 | 1 / 3     | Estável |
| 2014 | 3.º | 83 438  | 13,3 / 100,0 | 3,7 | 1 / 3     | Estável |